# Hawaiian Rhapsody
『Hawaiian Rhapsody』（ハワイアン・ラプソディ）は、1998年10月31日に吉田拓郎がリリースしたオリジナル・アルバムである。

## 解説
1986年に発売されたアルバム『サマルカンド・ブルー』以来となる拓郎以外がプロデュースしたアルバムであり、武部聡志と吉田建がプロデューサーを務め、過去の楽曲のリメイク以外は、トータス松本（ウルフルズ）や、織田哲郎、忌野清志郎などのミュージシャンから提供した楽曲で構成されている。
吉田にとってフォーライフから発売された最後のオリジナル・アルバムである。

## リリース
1998年10月31日にフォーライフから発売され、初回生産特典として、ピクチャーレーベルCD仕様に、ライナーノーツ『吉田拓郎書き下ろしオリジナルストーリー「ハワイアンラプソディ」』、オリジナルアロハシャツ応募券が封入されている。

## 収録曲
- 全作詞・作曲:吉田拓郎（特記以外）。

1. Hawaiian Sunrise Sunset (instrumental)
作曲:佐藤竹善 / 編曲:吉田建・武部聡志
2. イメージの詩
編曲:吉田建
3. 僕たちのラプソディ　
作曲・編曲:吉田建・武部聡志
  - 1999年に発売されたシングル「心の破片」のカップリング曲としてシングルカットされた。
  - 朝日放送系全国ネット『たけしの万物創世紀』エンディングテーマ
4. Pillow
作詞:川崎真理子 / 作曲・編曲:武部聡志
5. 例えば犬の気持ちで
作詞・作曲:鈴木慶一 / 編曲:武部聡志
6. 僕の人生の今は何章目ぐらいだろう
作詞・作曲:トータス松本 / 編曲:吉田建
  - ウルフルズによるセルフカバーがアルバム『Stupid&Honest』に収録されている。
7. Not too late
作曲:織田哲郎 / 編曲:吉田建
8. ハピネス
作詞:吉田建 / 作曲：井上慎二郎 / 編曲:武部聡志
9. こころのボーナス
作詞・作曲:忌野清志郎 / 編曲:吉田建
  - 忌野清志郎によるセルフカバーがアルバム『冬の十字架』に収録されている。
10. 全部だきしめて 〜tropical〜
作詞:康珍化 / 編曲:吉田建
  - ハワイアンなアレンジでの再録音。
11. Banyan Beach Bar (instrumental)
作曲:中西圭三 / 編曲:武部聡志

## 参加ミュージシャン
- Bass：吉田建
- Keyboards：武部聡志
- Drums：島村英二・青山純・村石雅行・松永俊弥
- Guitar：鳥山雄司[A 1]・小倉博和[A 2]・長田進[A 3]・西川進
- Trumpet & Flugel Horn：西村浩二
- Trombone：村田陽一[A 4]
- Saxophone：小池修
- Strings：加藤 Joe ストリングス
- Harmonica：吉田拓郎
- Background Vocals：高尾直樹・楠瀬誠志郎[A 1]・和田恵子・大滝裕子・田中雪子・E-Cups
- Programming：大竹徹夫

### 参加ミュージシャンに関する脚注
1. 1 2  the Courtesy of Sony Music Entertainment Inc.
2. ↑  the Courtesy of Polydor K.K.
3. ↑  the Courtesy of PONY CANYON Inc.
4. ↑  the Courtesy of Victor Entertainment Inc.